# Балаш, Эгон
Эгон Балаш (венг. Balas Egon; 7 июня 1922 года, Клуж, Румыния — 18 марта 2019 года) — американский экономист и математик румынского происхождения, профессор промышленного менеджмента и прикладной математики университета Карнеги — Меллона, Томас Лорд профессор исследования операций в Школе бизнеса Теппера при университете Карнеги — Меллона.

## Биография
Эгон Блатт (фамилия при рождении) родился в 1922 году в венгерской еврейской семье в городе Клуж в Румынии (на территории Австро-Венгерской империи). После аннексии Северной Венгрии в 1940 году евреям было запрещено продолжать учебу, поэтому во время Второй мировой войны работал на металлургическом заводе. В 1942 году вступил в профсоюз металлургов и подпольную венгерскую Коммунистическую партию, организовывал забастовки и распространял антивоенные листовки. В августе 1944 года он был заключен в тюрьму и подвергнут пыткам, через 6 месяцев удалось бежать. Большая часть его семьи погибла на войне, а он сам взял фамилию Балаш, чтобы скрыть свое еврейское происхождение.
Получил «дипломную лицензию» по экономике в университете Бабеша — Бойяи в 1949 году, докторскую степень по экономике (Ph.D.) в Брюссельском университете в 1967 году, а также докторскую степень по математике в Парижском университете в 1968 году, защитив свою докторскую работу по теме «Минимакс и двойственность в дискретном программировании» под научным руководством Роберта Форте.
В 1949—1952 годах был главой экономического управления Министерства иностранных дел Румынии. В 1952 году Балаш был уволен со своего поста и заключен в тюрьму на два года, в ноябре 1954 года был освобождён. В 1954—1959 годах преподавал в Институте экономических исследований. С сентября 1967 года стал профессором в Высшей школе промышленного менеджмента при университете Карнеги-Меллона в Питтсбурге.
Эгон Балаш скончался 18 марта 2019 года.
Семья
Был женат на историке Эдит Балаш и у них было две дочери: Анна Балаш и Вера Балаш.

## Награда
- 1980—1981 — премия Гумбольдта
- 1995 — теоретическая премия фон Неймана
- 2001 — Золотая медаль Евро[англ.]
- 2002 — почётный доктор математики университета Мигеля Эрнандеса в Эльче[англ.]
- 2002 — феллоу Института операционных исследований и управленческих наук[англ.] (INFORMS)
- 2004 — иностранный член Венгерской академии наук
- 2005 — почётный доктор математики Университета Ватерлоо
- 2006 — зал славы Международной федерации обществ оперативных исследований[англ.] (IFORS)
- 2006 — член Национальной инженерной академии США
- 2017 — премия Гарольда Ларндера от Канадского общества оперативных исследований